# David-Goldberg-Straße 22

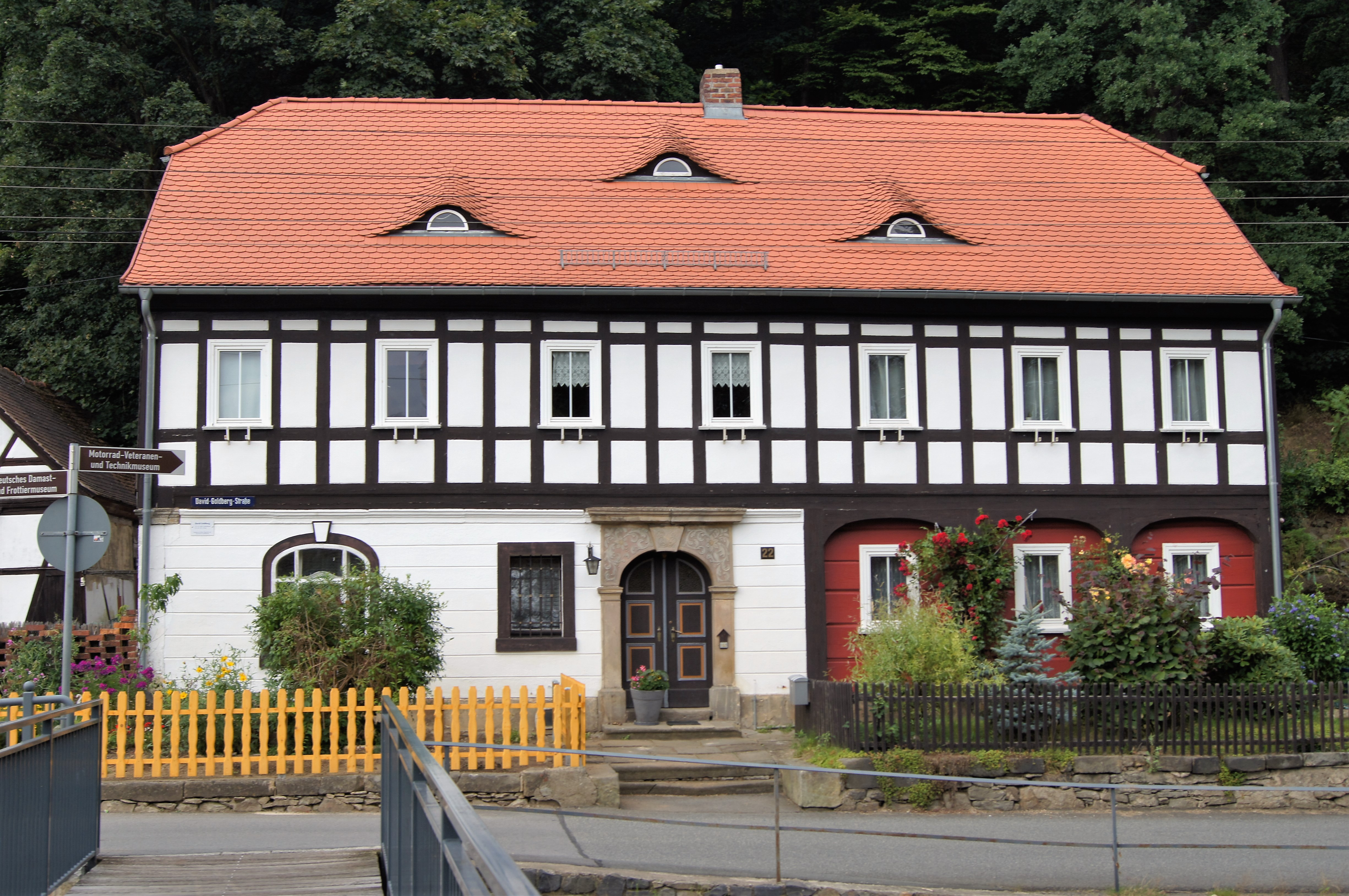
Das Umgebindehaus in der David-Goldberg-Straße 22

Das Wohnhaus in der David-Goldberg-Straße 22 ist ein Umgebindehaus in Großschönau und ein Kulturdenkmal im Freistaat Sachsen.

## Geschichte und Beschreibung
Das Umgebindehaus wurde im Jahr 1715 erbaut, dient seit 1850 als Wohnhaus und wird heute (2024) als Ferienhaus genutzt. Das Haus gilt als Zeugnis der reichen Geschichte und der kulturellen Bedeutung des Zittauer Gebirges.
Das zweigeschossige sanierte Gebäude ist mit einem abgewalmten Ziegeldach mit drei Fledermausgauben an der Traufseite gedeckt. Das Untergeschoss, in dem sich fünf unterschiedlich dimensionierte Fenster und das zentrale, repräsentative Rundbogenportal öffnen, besteht aus verputztem Steinmauerwerk. Das Portal wird gerahmt durch eine Ädikula aus aufgesockelten Pilastern und eine flache, mehrfach profilierte Bedachung. Es zeichnet sich durch fein reliefierte florale Ornamente in der Kämpferzone aus. Das Obergeschoss aus Fachwerk ist durch sieben Fensterachsen gegliedert.
Das Gebäude ist im Freistaat Sachsen unter der Nummer Obj.-Dok.-Nr. 09272403 als Kulturdenkmal gelistet.